# Números de Liouville
Em teoria dos números, um número real {\displaystyle x\,} é dito número de Liouville se, para todo inteiro positivo {\displaystyle n\,}, existirem inteiros {\displaystyle p\,} e {\displaystyle q\,} tais que:
{\displaystyle 0<\left|x-{\frac {p}{q}}\right|<{\frac {1}{q^{n}}},~~q>1\,}
Note-se que números de Liouville podem ser aproximados tão bem quanto se queira por números racionais. Em 1844, o matemático francês Joseph Liouville demonstrou que todo número com esta propriedade de aproximação é transcendente. Este resultado permitiu-lhe construir a constante de Liouville, primeiro número transcendente conhecido.

## Propriedades
- Sabe-se que todo número de Liouville é um número transcendente. A recíproca, no entanto, é falsa. Existem números transcendentes (como e e pi) que não são de Liouville.[1]
- O conjunto dos números de Liouville é um conjunto de medida zero na reta.
- O conjunto dos números de Liouville é o complementar de um conjunto de primeira categoria na reta.

## Irracionalidade dos números de Liouville
É relativamente fácil provar que um número {\displaystyle x\,} de Liouville é necessariamente um número irracional. Para isto, procedemos por contradição:
Suponha {\displaystyle x={\frac {c}{d}}\,} e escolha um inteiro positivo {\displaystyle n\,} tal que {\displaystyle 2^{n-1}>d\,}. Pela definição de número de Liouville, existem inteiros {\displaystyle p\,} e {\displaystyle q\,} tais que:
{\displaystyle 0<\left|x-{\frac {p}{q}}\right|<{\frac {1}{q^{n}}}\,}.
A primeira desigualdade prova que {\displaystyle {\frac {p}{q}}\neq {\frac {c}{d}}\,} o que equivale a dizer que {\displaystyle |cq-pd|\geq 1\,}, então:
{\displaystyle \left|x-{\frac {p}{q}}\right|=\left|{\frac {c}{d}}-{\frac {p}{q}}\right|=\left|{\frac {cq-pd}{dq}}\right|\geq {\frac {1}{dq}}>{\frac {1}{2^{n-1}q}}\geq {\frac {1}{q^{n}}}\,}
o que é uma contradição.

## A constante de Liouville
A constante de Liouville é historicamente o primeiro número transcendente reconhecido como tal e define-se pela série numérica:
{\displaystyle L=\sum _{j=1}^{\infty }10^{-j!}\,}
A convergência desta série é facilmente provada usando o teste da razão. Para mostrar que é um número de Liouville, escolha um inteiro positivo {\displaystyle n\,} e defina:
{\displaystyle p=\sum _{j=1}^{n}10^{n!-j!},~~~q=10^{n!}\,}
Temos então:
{\displaystyle \left|L-{\frac {p}{q}}\right|=\sum _{j=n+1}^{\infty }10^{-j!}=\sum _{j=0}^{\infty }10^{-(n+j+1)!}\leq \sum _{j=0}^{\infty }10^{-(n+1)!-j}=10^{-(n+1)!}\sum _{j=0}^{\infty }10^{-j}<10^{-n!n}={\frac {1}{q^{n}}}\,}
Como {\displaystyle L\neq {\frac {p}{q}}\,}, a primeira desigualdade é trivial e temos que {\displaystyle L\,} é um número de Liouville e, portanto, um número transcendente.

## Transcendência dos números de Liouville
A demonstração deste teorema de Liouville procede estabelecendo primeiramente um lema a respeito dos números algébricos. Este lema é comumente chamado de Teorema de Liouville sobre as aproximações diofantinas.
Lema : Se {\displaystyle \alpha \,} é um número irracional raiz de um polinômio {\displaystyle f\,} de grau {\displaystyle n\,} positivo e com coeficientes inteiros, então existe um real {\displaystyle A\,} positivo tal que, para toda escolha de inteiros {\displaystyle p\,}, {\displaystyle q>0\,}, vale:
{\displaystyle \left|\alpha -{\frac {p}{q}}\right|>{\frac {A}{q^{n}}}\,}.

### Demonstração do lema
Seja M, o valor máximo de {\displaystyle |f'(x)|\,} no intervalo {\displaystyle [\alpha -1,\alpha +1]\,}. Sejam {\displaystyle \alpha _{1},\alpha _{2},\ldots ,\alpha _{m}\,} as raízes distintas de {\displaystyle f\,} que diferem de {\displaystyle \alpha \,}. Fixe {\displaystyle A>0\,} satisfazendo:
{\displaystyle A<\min \left(1,{\frac {1}{M}},|\alpha -\alpha _{1}|,|\alpha -\alpha _{2}|,\ldots ,|\alpha -\alpha _{m}|\right)\,}
agora, suponha que existam inteiros {\displaystyle p\,} e {\displaystyle q\,} contradizendo o lema:
{\displaystyle \left|\alpha -{\frac {p}{q}}\right|\leq {\frac {A}{q^{n}}}\leq A<\min \left(1,|\alpha -\alpha _{1}|,|\alpha -\alpha _{2}|,\ldots ,|\alpha -\alpha _{m}|\right)\,}
então {\displaystyle {\frac {p}{q}}\in [\alpha -1,\alpha +1]\,}  e {\displaystyle {\frac {p}{q}}\notin \{\alpha _{1},\alpha _{2},\ldots ,\alpha _{m}\}\,}, e como {\displaystyle \alpha \,} é irracional, {\displaystyle {\frac {p}{q}}\neq \alpha \,} então {\displaystyle {\frac {p}{q}}\,} não é raiz de {\displaystyle f\,}.
Pelo teorema do valor médio, há um {\displaystyle x_{0}\,} entre {\displaystyle {\frac {p}{q}}\,} e {\displaystyle \alpha \,} tal que
{\displaystyle f(\alpha )-f\left({\frac {p}{q}}\right)=\left(\alpha -{\frac {p}{q}}\right)f'(x_{0}),}
Uma vez que {\displaystyle \alpha \,} é raiz de {\displaystyle f\,}' mas {\displaystyle {\frac {p}{q}}\,} não é, é fácil ver que {\displaystyle f'(x_{0})\neq 0\,} e, conseqüentemente, {\displaystyle |f'(x_{0})|>0\,} e, portanto :
{\displaystyle \left|\alpha -{\frac {p}{q}}\right|={\frac {\left|f(\alpha )-f({\frac {p}{q}})\right|}{|f'(x_{0})|}}={\frac {\left|f({\frac {p}{q}})\right|}{|f'(x_{0})|}}\,}
{\displaystyle f\,} é, então da forma  {\displaystyle \sum _{i=1}^{n}c_{i}x^{i}\,} com cada {\displaystyle c_{i}\,} inteiro; logo podemos expressar {\displaystyle \left|f\left({\frac {p}{q}}\right)\right|\,} como:
{\displaystyle \left|f\left({\frac {p}{q}}\right)\right|=\left|\sum _{i=1}^{n}c_{i}p^{i}q^{-i}\right|={\frac {\left|\sum _{i=1}^{n}c_{i}p^{i}q^{n-i}\right|}{q^{n}}}\geq {\frac {1}{q^{n}}}\,}
Como {\displaystyle {\frac {p}{q}}\,} não é raiz de {\displaystyle f\,}, o número inteiro {\displaystyle \sum _{i=1}^{n}c_{i}p^{i}q^{n-i}\neq 0\,} e, portanto, temos:
{\displaystyle \left|f\left({\frac {p}{q}}\right)\right|\geq {\frac {1}{q^{n}}}\,}
Posto que {\displaystyle |f'(x_{0})|\leq M\,} pela definição de {\displaystyle M\,}, e {\displaystyle {\frac {1}{M}}>A\,} pela definição de {\displaystyle A\,}, temos:
{\displaystyle \left|\alpha -{\frac {p}{q}}\right|={\frac {\left|f({\frac {p}{q}})\right|}{|f'(x_{0})|}}\geq {\frac {1}{Mq^{n}}}>{\frac {A}{q^{n}}}\geq \left|\alpha -{\frac {p}{q}}\right|\,}
O que é uma contradição e demonstra o lema.

### Demonstração de todo número de Liouville é transcendente
Seja {\displaystyle x\,} um número de Liouville, já mostramos que {\displaystyle x\,} é irracional. Se {\displaystyle x\,} for algébrico, então, pelo lema, existe um certo número inteiro {\displaystyle n\,} e um certo inteiro real positivo {\displaystyle A\,} tal que para todos os pares {\displaystyle p\,} e {\displaystyle q\,}, vale:
{\displaystyle \left|x-{\frac {p}{q}}\right|>{\frac {A}{q^{n}}}\,}.
Fixe {\displaystyle r\,} um inteiro positivo tal que  {\displaystyle {\frac {1}{(2^{r})}}\leq A\,}. Define {\displaystyle m=r+n\,}. Da defininção de número de Liouvile, existem inteiros {\displaystyle a\,} e {\displaystyle b>1\,} tais que:
{\displaystyle \left|x-{\frac {a}{b}}\right|<{\frac {1}{b^{m}}}={\frac {1}{b^{r+n}}}={\frac {1}{(b^{r}b^{n})}}\leq {\frac {1}{(2^{r}b^{n})}}\leq {\frac {A}{b^{n}}}\,}
uma contradição que demonstra o teorema.

## O conjunto dos números de Liouville tem medida zero
Um resultado interessante é que o conjunto {\displaystyle \mathbb {L} \,} formado por todos os números de Liouville na reta possui medida zero.
Para mostrar isto, basta verificar que para todo {\displaystyle m\,} inteiro positivo, vale:
{\displaystyle \mu ^{*}(\mathbb {L} \cap (-m,m))=0\,}
onde {\displaystyle \mu ^{*}} é a medida exterior de Lebesgue na reta.
Pela definição de número de Liouville, temos que se {\displaystyle x\in \mathbb {L} \,} e {\displaystyle n\,} é um inteiro positivo, então existem {\displaystyle p\,}, {\displaystyle q\,} tais que:
{\displaystyle \left|x-{\frac {p}{q}}\right|<{\frac {1}{q^{n}}},~~q\geq 2\,}.
em outras palavras:
{\displaystyle x\in \left({\frac {p}{q}}-{\frac {1}{q^{n}}},{\frac {p}{q}}+{\frac {1}{q^{n}}}\right)\,}.
com {\displaystyle {\frac {p}{q}}\in \left(x-{\frac {1}{q^{n}}},x+{\frac {1}{q^{n}}}\right)\subseteq \left(-m-{\frac {1}{q^{n}}},m+{\frac {1}{q^{n}}}\right)\,}
ou, ainda:
{\displaystyle p\in \left(-mq-{\frac {1}{q^{n-1}}},mq+{\frac {1}{q^{n-1}}}\right)\,}
Como {\displaystyle p\,} é inteiro e {\displaystyle {\frac {1}{q^{n-1}}}\leq 1\,}, podemos escrever {\displaystyle p\in \left(-mq,mq\right)\,}.
logo:
{\displaystyle x\in \bigcup _{q=2}^{\infty }\bigcup _{p=-mq}^{mq}\left({\frac {p}{q}}-{\frac {1}{q^{n}}},{\frac {p}{q}}+{\frac {1}{q^{n}}}\right)\,}.
e, portanto:
{\displaystyle \mathbb {L} \cap (-m,m)\subseteq \bigcup _{q=2}^{\infty }\bigcup _{p=-mq}^{mq}\left({\frac {p}{q}}-{\frac {1}{q^{n}}},{\frac {p}{q}}+{\frac {1}{q^{n}}}\right),~~\forall n=1,2,3,\ldots \,}.
Uma vez que {\displaystyle \left|\left({\frac {p}{q}}+{\frac {1}{q^{n}}}\right)-\left({\frac {p}{q}}-{\frac {1}{q^{n}}}\right)\right|={\frac {2}{q^{n}}}}, podemos estimar:
{\displaystyle \mu ^{*}\left(\mathbb {L} \cap (-m,m)\right)\leq \sum _{q=2}^{\infty }\sum _{p=-mq}^{mq}{\frac {2}{q^{n}}}=\sum _{q=2}^{\infty }{\frac {2(2mq+1)}{q^{n}}}\leq (4m+1)\sum _{q=2}^{\infty }{\frac {1}{q^{n-1}}}\leq (4m+1)\int _{1}^{\infty }{\frac {dq}{q^{n-1}}}\leq {\frac {4m+1}{n-2}},~~\forall n>2\,}
Do fato que {\displaystyle \lim _{n\to \infty }{\frac {4m+1}{n-2}}=0}, temos que {\displaystyle \mathbb {L} \cap (-m,m)\,} tem medida exterior nula e portanto é mensurável com medida zero. E o resultado segue.

## O conjunto dos números de Liouville é o complementar de um conjunto magro
Vamos mostrar agora que, não obstante o conjunto dos números de Liouville seja "pequeno" do ponto de vista da medida, ele é grande do ponto de vista da topologia.
Para cada {\displaystyle n\,} inteiro positivo defina:
{\displaystyle U_{n}=\bigcup \limits _{q=2}^{\infty }\bigcup \limits _{p=-\infty }^{\infty }\left({\frac {p}{q}}-{\frac {1}{q^{n}}},{\frac {p}{q}}+{\frac {1}{q^{n}}}\right)}.
Os conjuntos {\displaystyle U_{n}\,} são abertos e densos na reta real {\displaystyle {\mathbb {R} }}, pois é um conjuto aberto que contém os racionais.
Mais ainda, {\displaystyle L=\bigcap \limits _{n=1}^{\infty }U_{n}\setminus {\mathbb {Q} }} e disto segue que {\displaystyle L\,} é G-delta denso, logo seu complementar é uma intersecção enumerável de fechados nunca densos.